# Schronisko „Pod Fortami”
Schronisko "Pod Fortami" – dawne schronisko górskie (należące w przeszłości do Polskiego Towarzystwa Turystyczno-Krajoznawczego) na Przełęczy Srebrnej w Sudetach Środkowych, w Górach Sowich, w woj. dolnośląskim. Obecnie przekształcone w prywatny pensjonat.
Schronisko mieściło się w niewielkiej, zabytkowej willi zbudowanej w stylu szwajcarskim, położonej nad Przełęczą Srebrną na wysokości ok. 600 m n.p.m., przy drodze do fortu Donjon w Twierdzy Srebrnogórskiej.

## Historia
Budynek schroniska wybudował na początku XX w. Hermann Scherwat, przewodniczący miejscowego oddziału Eulengebirgsverein i dzierżawca restauracji w Donjonie. Obiekt istniał co najmniej od 1910, nosząc nazwę "Villa Hubertus". W 1913 jego właścicielem był Julius Nitschke i prowadził w nim luksusowy pensjonat z niewieloma miejscami do spania (pokoje musiały być duże, podobnie jak ceny). Budynek był wówczas nieco mniejszy i powstał na planie zbliżony do krzyża. Do budowy zużyto kamienia, cegieł i drewna, a dach przykryto czerwoną dachówką. Obok znajdował się niewielki budynek gospodarczy.
Już w 1913 willę zakupiły władze śląskiego Jungdeutschlandsverband (Zrzeszenia Młodych Niemiec) i zmieniły nazwę na "Villa Jungdeutschland". Pełniła ona funkcję miejsca odpoczynku dla przywódców zrzeszenia oraz obsługi i recepcji schroniska młodzieżowego, znajdującego się w forcie Ostróg. Wnętrza nadal były bogato wyposażone i możliwy był w nich nocleg.
W okresie I wojny światowej w budynku miał swą kwaterę kapitan Rittweger, z górskiego rezerwowego oddziału karabinów maszynowych (oddział przybył do Srebrnej Góry w 1915). W 1920 obiekt przejął baron Ernest Albert Adolf von Seckendorf Götz i urządził w nim zwykły dom mieszkalny (pod nazwą "Haus Hohenstein").
Nie wiadomo czy Seckendorfowie mieszkali w nim w czasie II wojny światowej - mogły go przejąć władze wojskowe, które w pobliskiej twierdzy prowadziły oflag.

## Polska Ludowa
Po 1945 obiekt został zaadaptowany na potrzeby leśnictwa (w tym też okresie dobudowany północny fragment obiektu, w zupełnie innym układzie architektonicznym). W 1957 przejęło go miejscowe PTTK, a w 1959 otwarło w nim schronisko. Około 1960 obok schroniska otwarto pierwszą na Dolnym Śląsku stację sejsmiczną
Zakładu Geofizyki Polskiej Akademii Nauk.
Schronisko pod koniec lat 60. było w złym stanie technicznym - zamknięto je w 1969. Po dewastacji i podczas trwającego jeszcze remontu ponownie otwarto je w 1974 i nadano nazwę Schronisko PTTK w Srebrnej Górze "Pod Fortami" im. kontradmirała Stefana Frankowskiego. Obiekt miał wtedy 38 miejsc noclegowych. W późniejszym okresie kontradmirał przestał być patronem, a w latach 80. ponownie schronisko zamknięto.

## Po 1989
W 1991 obiekt został wydzierżawione przez osoby prywatne. W 1994 podczas remontu historyczną dachówkę zastąpił gont.
W 2007 po raz kolejny obiekt został zamknięty i w tym momencie skończyła się jego działalność jako schroniska. Obecnie mieści się w nim prywatny pensjonat, który przyjął historyczną nazwę "Villa Hubertus". Na parterze mieści się restauracja. Od 2008 zarządcą budynku był Grzegorz Fajdek z Krakowa, który również zarządzał Fortem Ostróg. W trakcie jego gospodarowania obiektem w pobliżu odkryto bombę lotniczą. W 2011 roku ponownie nastąpiła zmiana gospodarza - obecnie jest nim firma TDK Transport ze Skiereszewa koło Gniezna.

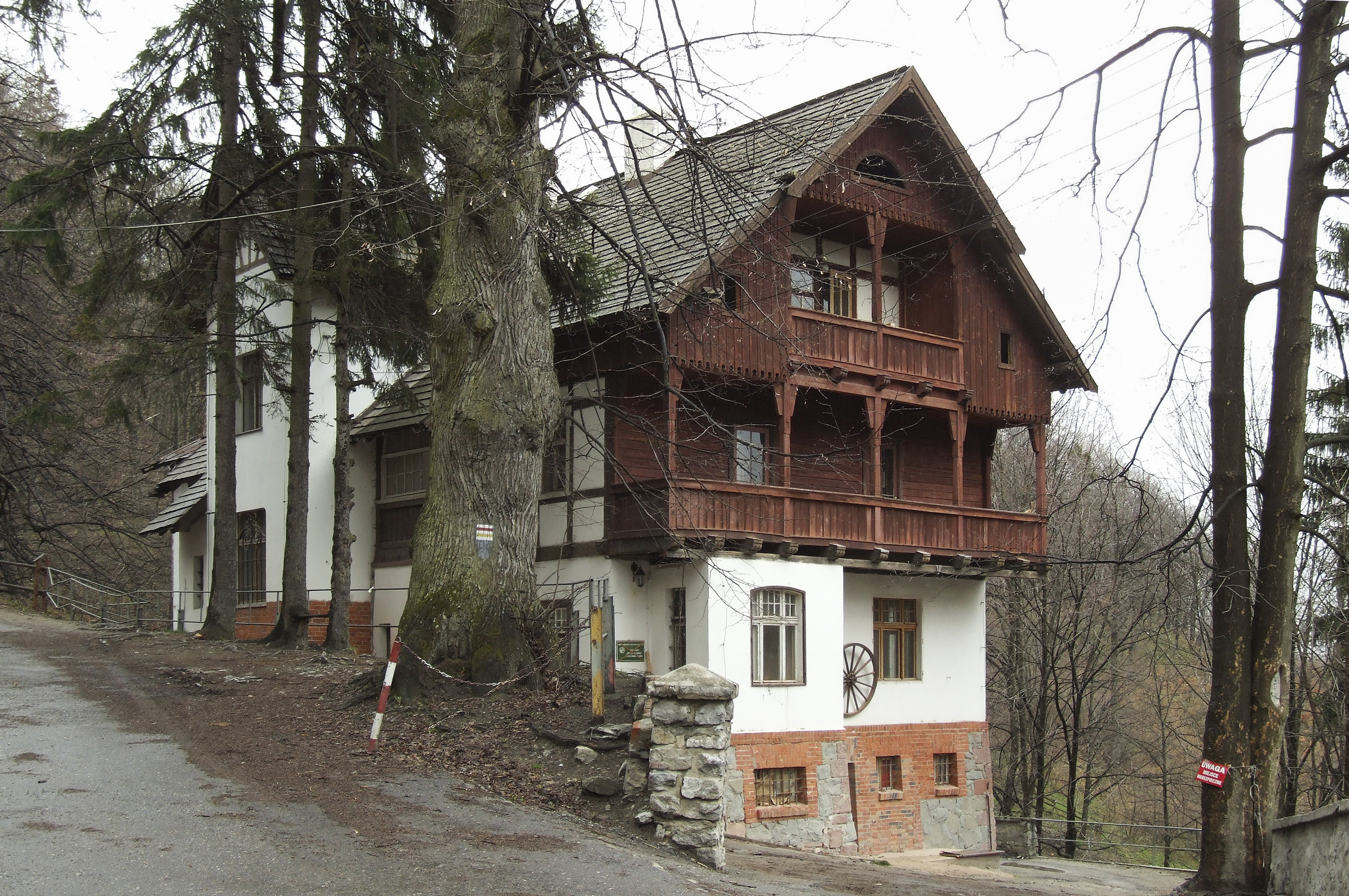
Schronisko w 2008, w czasie remontu
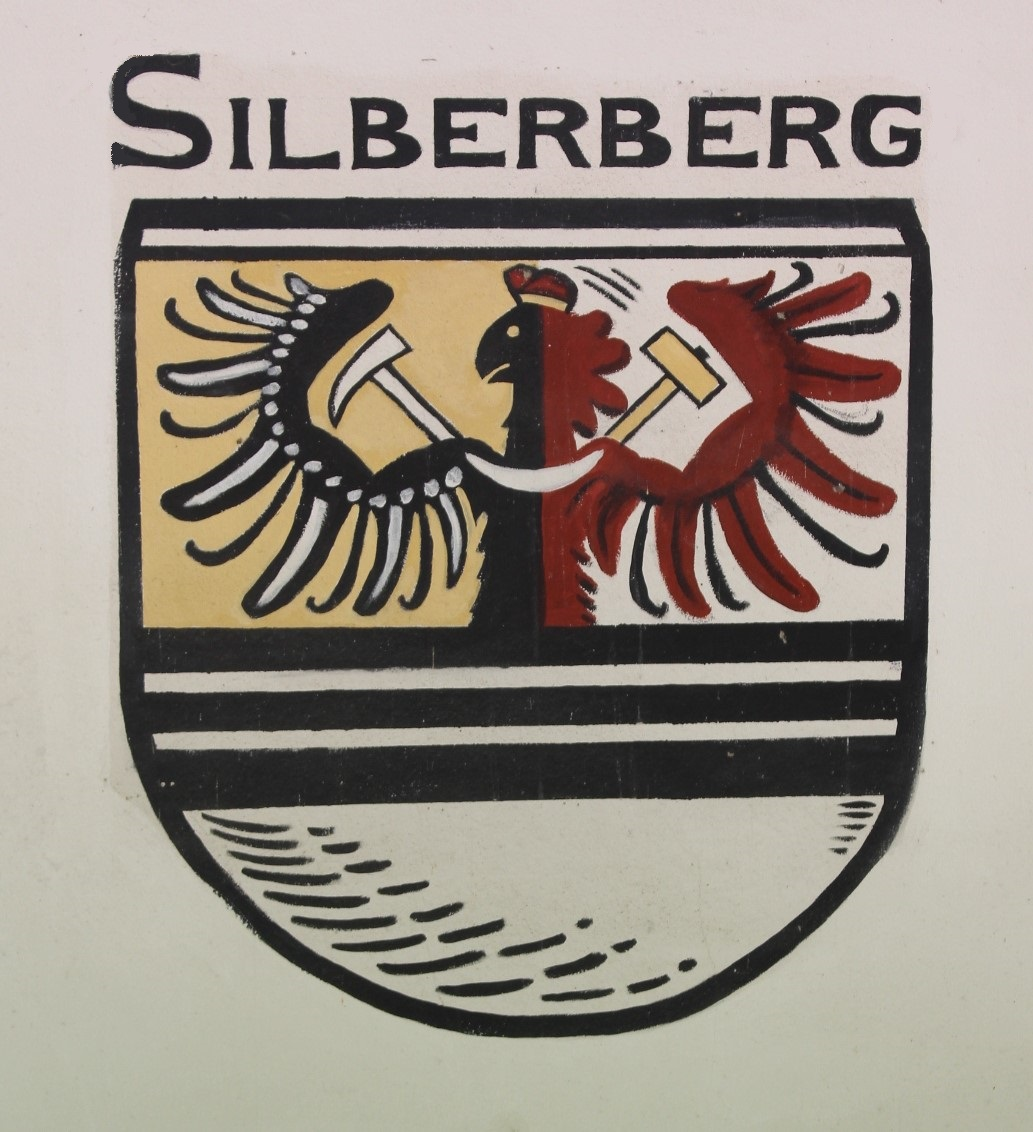
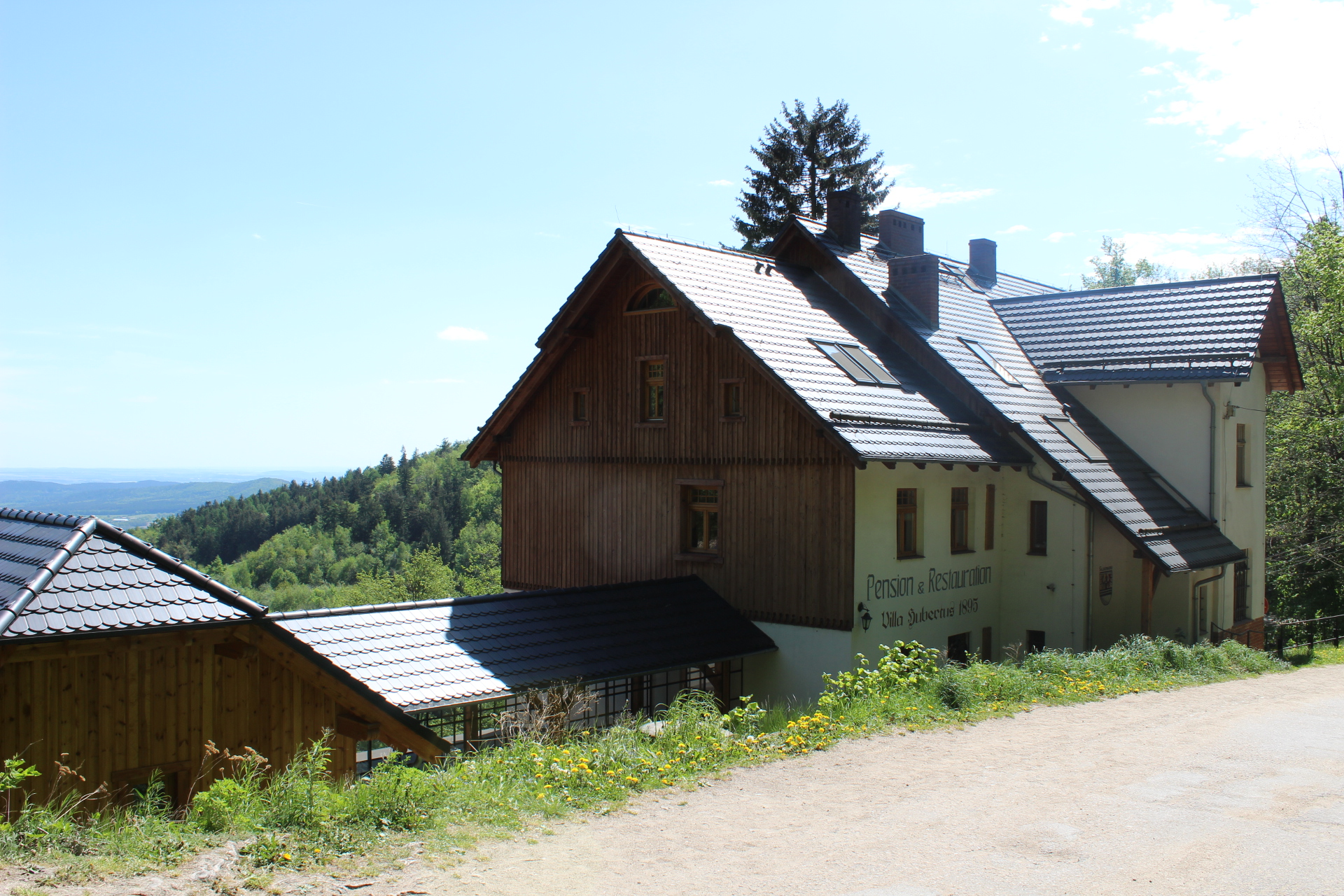